# Patente de Turin
La Patente de Turin signée le 24 février 1664 est une décision du Duc de Savoie Charles-Emmanuel II, prise après l’intervention d’ambassadeurs suisses pour assurer la liberté de culte dans les hautes-vallées du Piémont. Elle prend la forme d'un accord de paix négocié avec les représentants des vallées vaudoises. Le texte mit fin à une décennie de persécutions qui ont suivi les Pâques vaudoises et de résistance des Vaudois.
Le texte, validé par le Duc de Savoie le 24 février, comporte plusieurs inconvénients pour les Vaudois, en particulier parce qu'il exige l'exil de leur capitaine Josué Janavel et l'interdiction du culte à St Jean. En échange, la liberté de culte est maintenue aux anciennes Églises des Vallées, comme dans les précédents traités, en particulier la Paix de Cavour. La Patente apporta vingt années de paix après 10 ans de persécutions continuelles de 1655 à 1665. 
Malgré ces aspects contestés, une assemblée de barbes vaudois se réunit du 6 au 16 février 1664 à Roccafiero (Envers Villar) pour ratifier la « Patente de Turin » obtenue de Charles-Emmanuel II de Savoie.
Cet accord est facilité par l'action du pasteur Jean Léger, qui a rédigé une Histoire générale des Églises évangéliques des vallées  du Piémont ou vaudoises (Leyde, 1669). Une première édition est publiée dès 1659 à Leyde et provoque l'émoi dans toute l'Europe. La communauté internationale protestante a été alertée par Jean Léger juste après le massacre  Oliver Cromwell a décrété un jeûne national et le  poète et pamphlétaire anglais, John Milton (1608 - 1674) a écrt son sonnet sur Bloody Easter (« venge, ô Dieu, tes élus massacrés »). Le Danemark, la Hollande, Berne, Genève protestent et un flot de pamphlets et d’estampes anti-savoyardes envahit l’Europe. Londres envoie à Turin un ambassadeur extraordinaire, sir Samuel Morland, auteur de The History of the Evangelical Churches of the Valleys of Piemont (Londres,1658), qui se rend à Genève pour coordonner les secours aux habitants des vallées vaudoises. Jean Léger obtint de Louis XIV, au tout début du règne de ce dernier, et sur la recommandation d'Oliver Cromwell, la permission de faire en France une enquête sur les persécutions de l'année 1655.
Après la Restauration anglaise, Charles II, le nouveau roi d’Angleterre, catholique et cousin du roi de France Louis XIV décide de cesser les secours aux vaudois. Leurs représentants sont réunis à La Tour de Pellice le 26 juin 1660 pour lui écrire, car il a même confisqué les sommes réunies par Oliver Cromwell pour les vallées vaudoises. Cette démarche n’obtint rien, Charles II considérant qu’il n’était pas tenu de payer les dettes de Oliver Cromwell, qu'il considérait comme un usurpateur.